# Lac Pellaifa
Le lac Pellaifa est un lac chilien, d'origine glaciaire, situé dans la région des sept lacs, dans la localité de Panguipulli.

## Source de la traduction
- (es) Cet article est partiellement ou en totalité issu de l’article de Wikipédia en espagnol intitulé « Lago Pellaifa » (voir la liste des auteurs).